# 红花石斛
红花石斛（学名：Dendrobium miyakei）为兰科石斛属下的一个种。

## 扩展阅读
- 維基物種上的相關：红花石斛